# 赤門通
赤門通（あかもんどおり）は、愛知県名古屋市中区大須3丁目にある東西の通り（商店街）。

## 地理

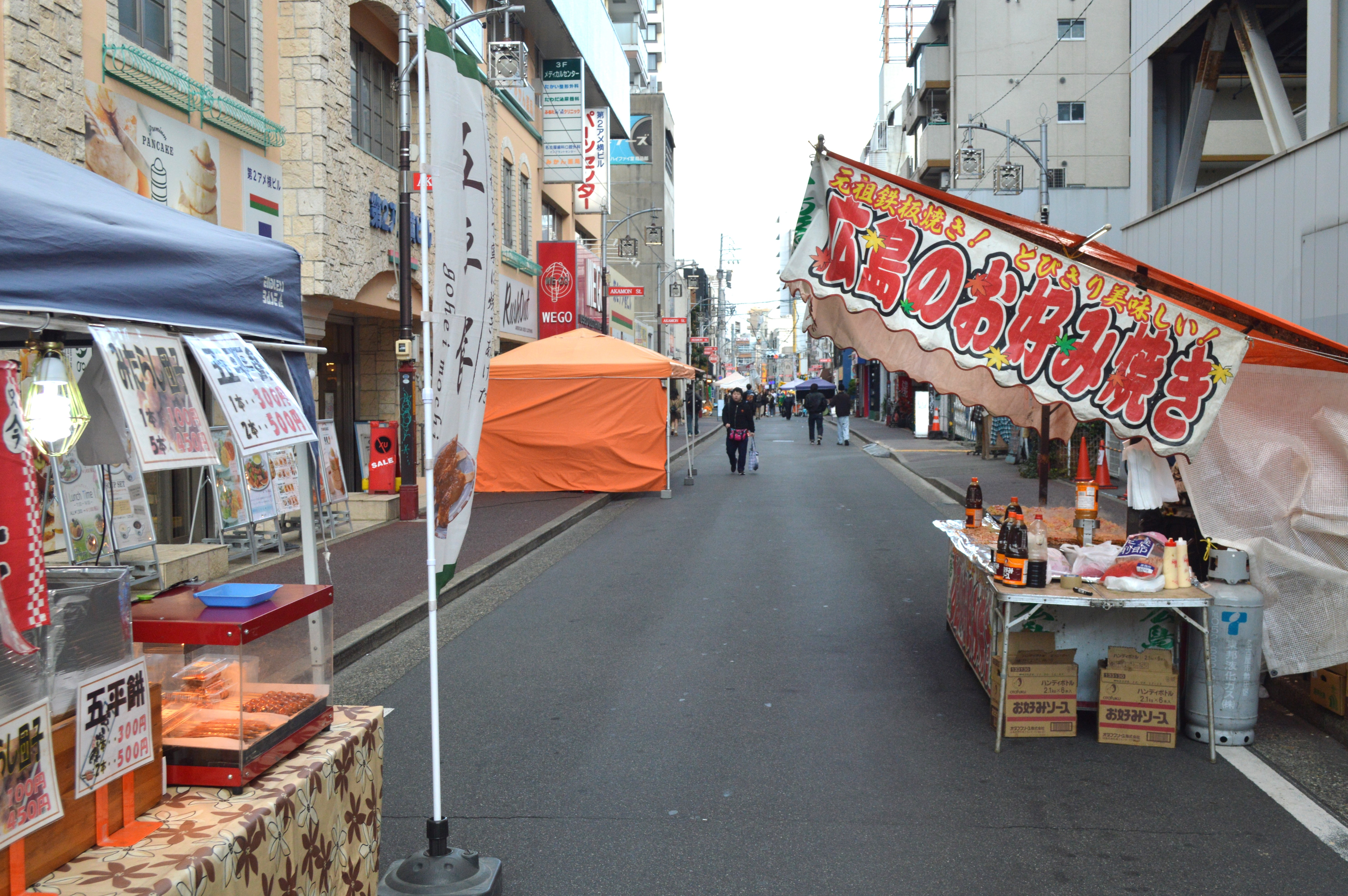
縁日の歩行者天国

東端は大津通、西端は本町通であり、西端で赤門明王通と接続している。名称は大光院（赤門明王院）の赤門に因んでいる。商店会の名称は大須赤門通商店街振興組合。大須にある商店会の中では最も北に位置する。
毎月28日は大光院（赤門明王院）の縁日であり、赤門通が歩行者天国となって屋台などが出る。

## 歴史

### 前史

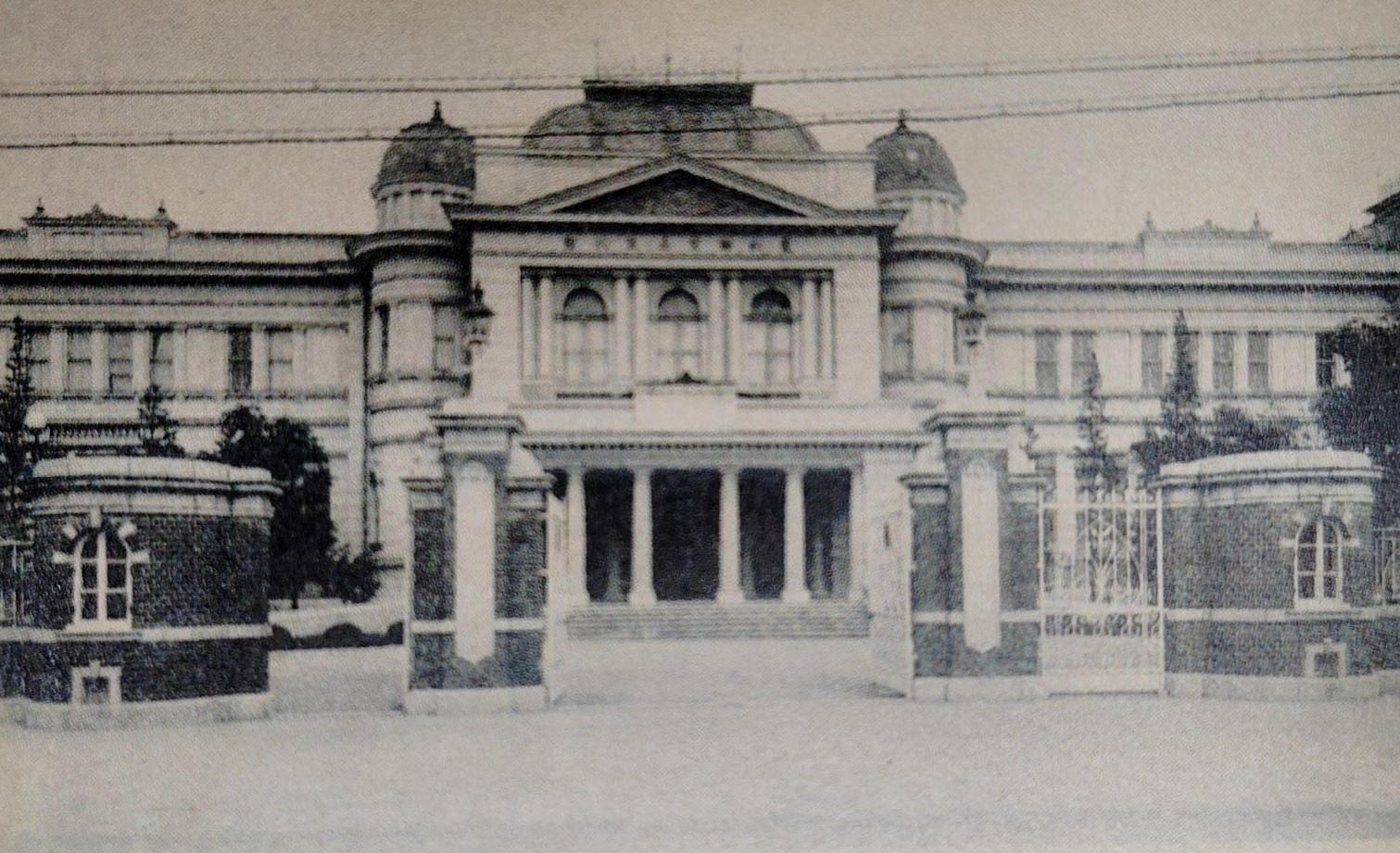
愛知県商品陳列館

1878年（明治11年）には大須の門前町に名古屋博物館が設立され、愛知県博物館、愛知県商品陳列館、愛知県商品陳列所と名を変えて昭和初期まで続いた。1924年（大正13年）1月には後に赤門通となる場所の東端付近に中公設市場が開設された。
愛知県商品陳列所が1930年（昭和5年）に廃止されると、三輪町線区画整理組合が設立され、本町通から裏門前町を通って大津通に至る通りが整備されることとなった。経費は約15万円であり、両側の地主が11万円、三輪神社が2000円を負担し、愛知県から3万8000円の補助金を受けた。

### 開通と繁栄

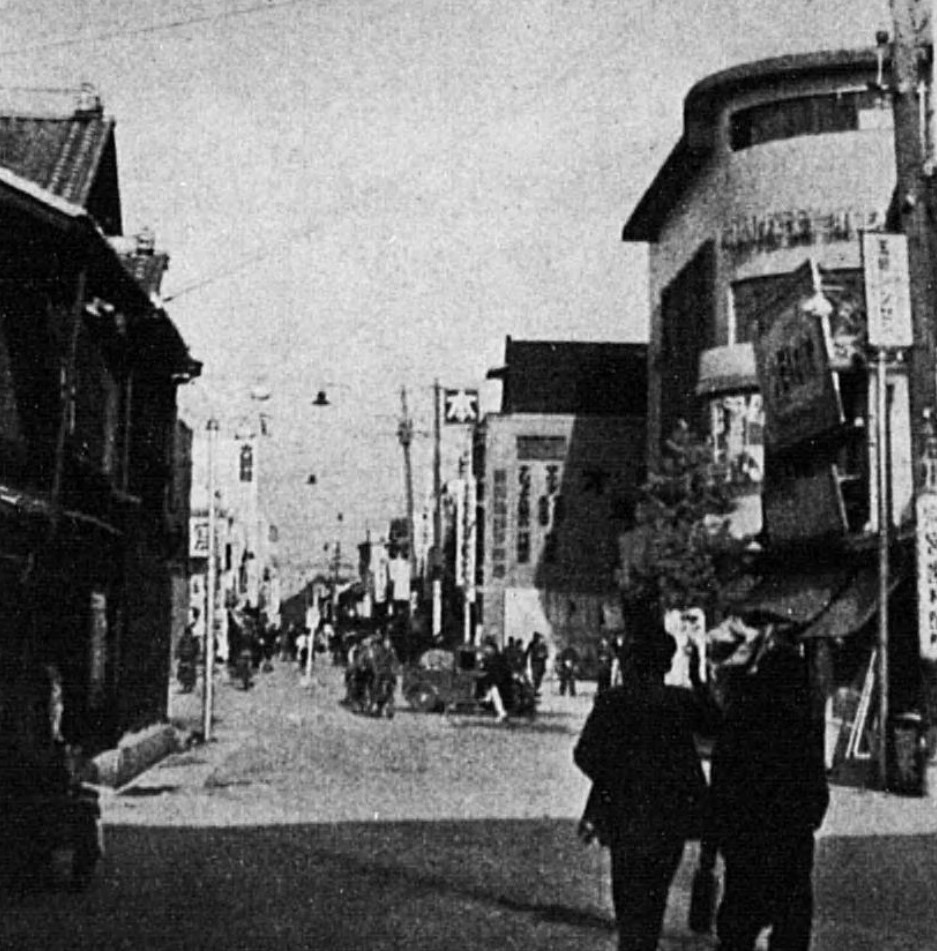
1942年の赤門通の西端部

1933年（昭和8年）頃に赤門通が開通した。開通当初は人よりも車の往来の方が多かったとされる。1936年（昭和11年）1月には映写機などを販売するエルモ社陳列所が開設された。
1937年（昭和12年）12月30日には赤門通西端部の南側に洋館建築のSY大須映画劇場が開館した。1938年（昭和13年）春には赤門通西端部の北側に赤門娯楽デパートが開業し、同年4月15日にはその東隣に赤門東宝映画劇場（赤門花月劇場）が開館すると、11月にはその並びに映画館の大勝館も開館した。

### 現代の歴史

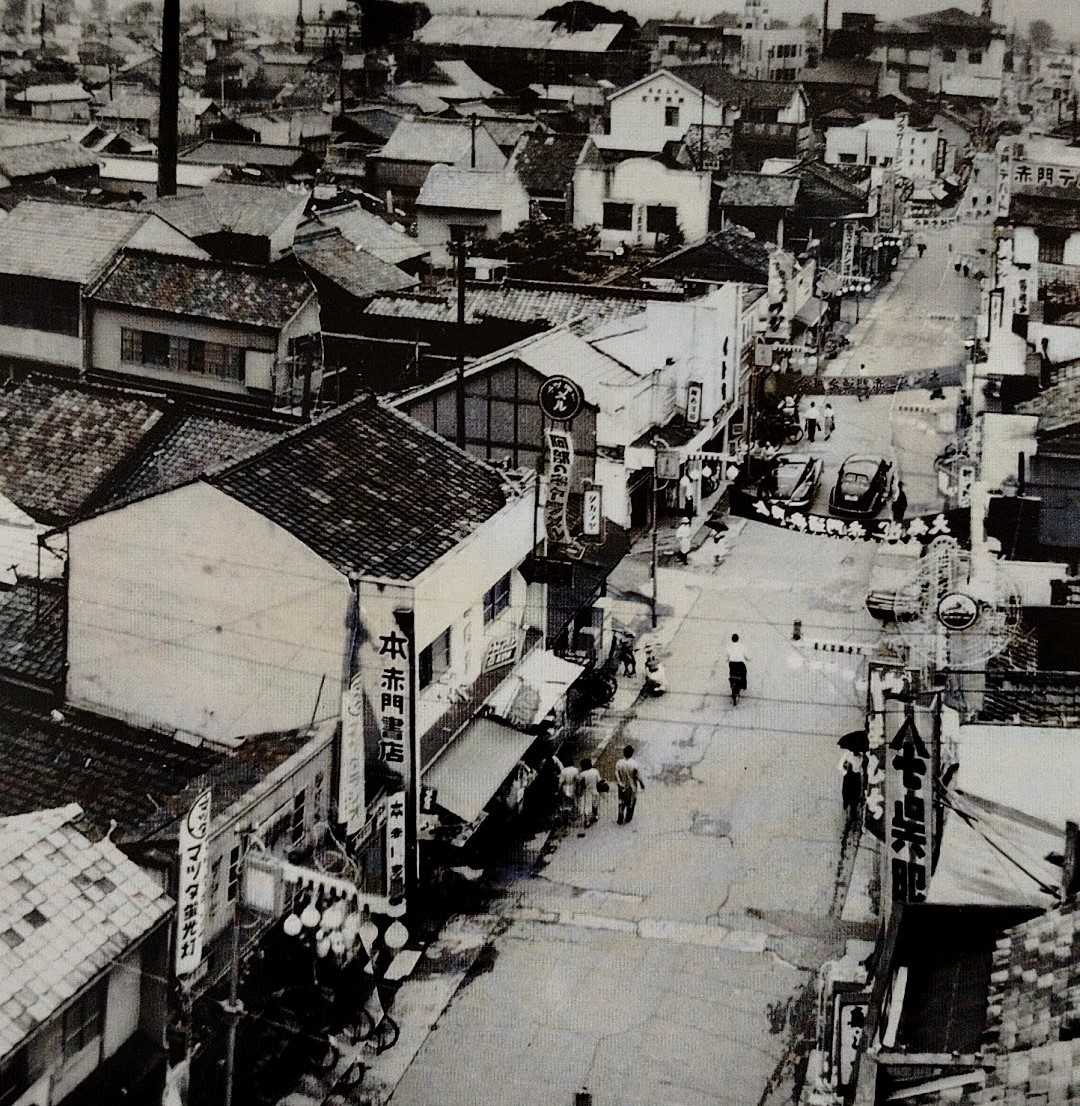
1952年の赤門通の東端部

1947年（昭和22年）、赤門通に5坪の古着店である米兵商店（後のコメ兵、現在のKOMEHYO）が開店し、高度経済成長期に規模を拡大させた。
1998年（平成10年）頃からパソコン関係の店舗が増えたとされる。2008年（平成20年）には街路灯や歩道を改修した。2009年（平成21年）6月からは、落語家や講談師からなる海演隊と大須赤門通商店街振興組合が共同で、毎月28日の赤門28寄席を初開催した。
2015年（平成27年）2月にはOS☆Uによって赤門通商店街テーマソングの「カモン! A・KAMON!!」が制定された。OS☆Uには大須赤門推す推す隊という有志グループがある。2016年（平成28年）には大須赤門通商店街振興組合が結成80周年を迎え、赤門通の商店を紹介する赤門通パスポートを作成した。結成当初は赤門通発展会という名称だった。

## 施設
- 大須ういろビル

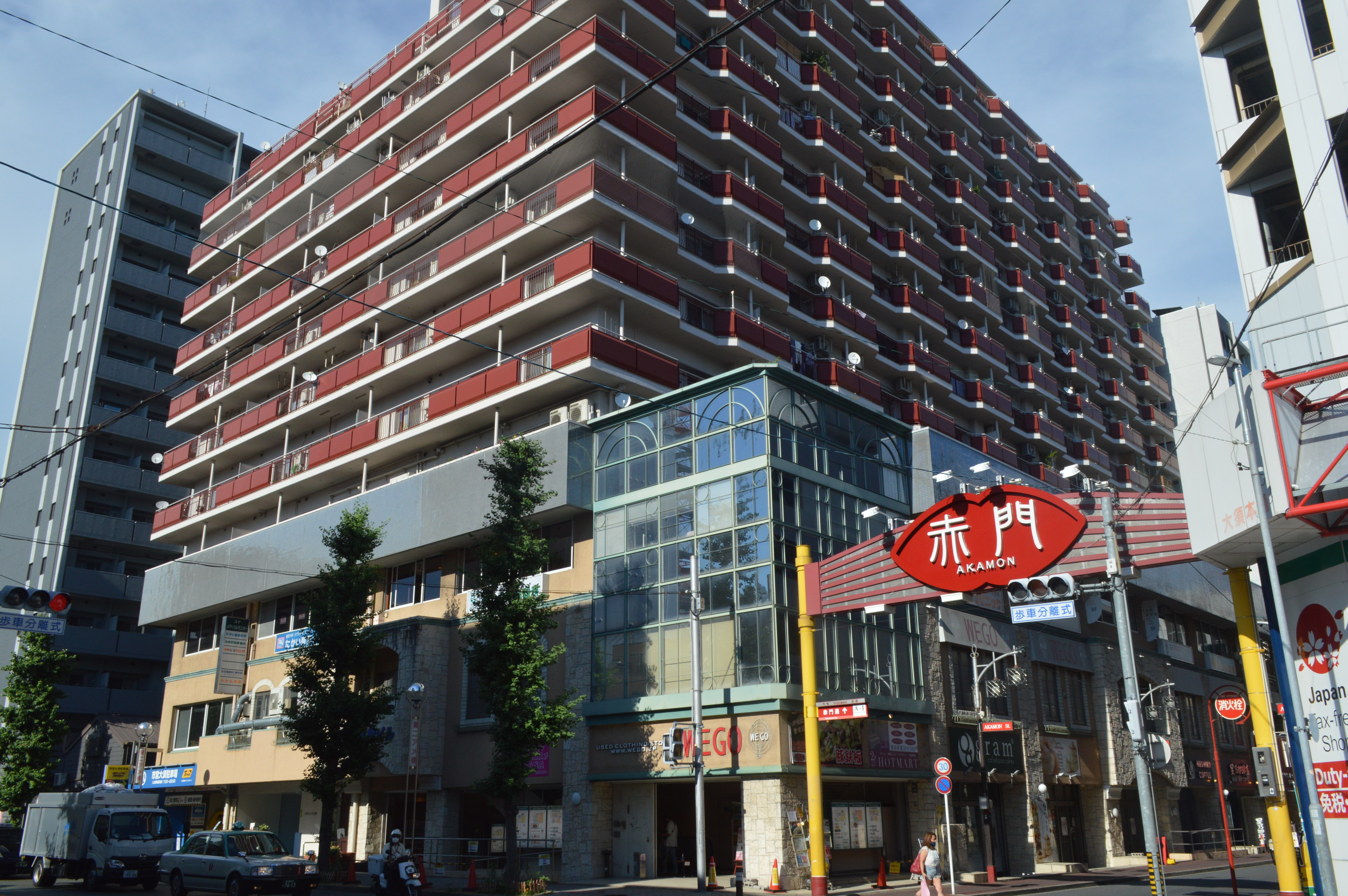
本町通と交差する西端部

- 第2アメ横ビル - 1984年（昭和59年）11月3日に開業した商業ビル[8]。新天地通の第1アメ横ビルの姉妹ビル[8]。
- 懸垂型信号機（四面式信号機） - 赤門通と裏門前町通の交差点にある、全国的に見ても珍しい形式とされる信号機[9][10]。1975年（昭和50年）9月に設置された[11]。四隅に支柱を建てる場所がなかったことから、北東隅の基礎から交差点中央部に支柱が伸びる懸垂式となった[9]。設置前には出合頭の交通事故が頻発していたが、設置後には事故が激減したという[9]。2010年（平成22年）に電球をLED化[10]。
- MultinaBox - 2019年（令和元年）に開業した商業ビル。中公設市場跡地に矢作建設工業が整備した[12]。矢作地所の50年間の時限借地によるもの[12]。延床面積は約3600平方メートルで、鉄骨3階建て[12]。3階の一部にオフィスフロアがあり、それ以外のスペースにテナントが8店舗入居する[12]。
- 赤門通ビル

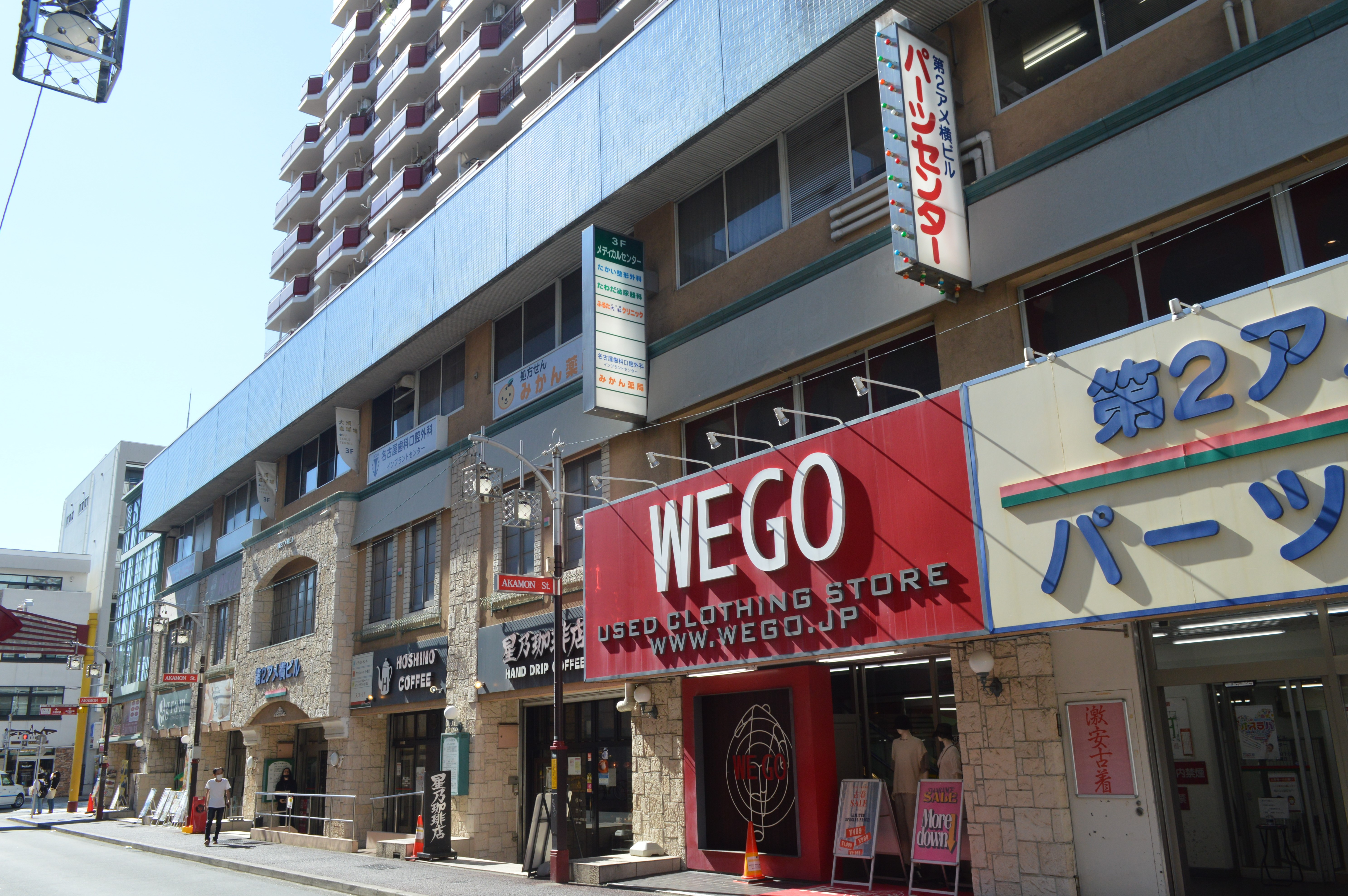
第2アメ横ビル
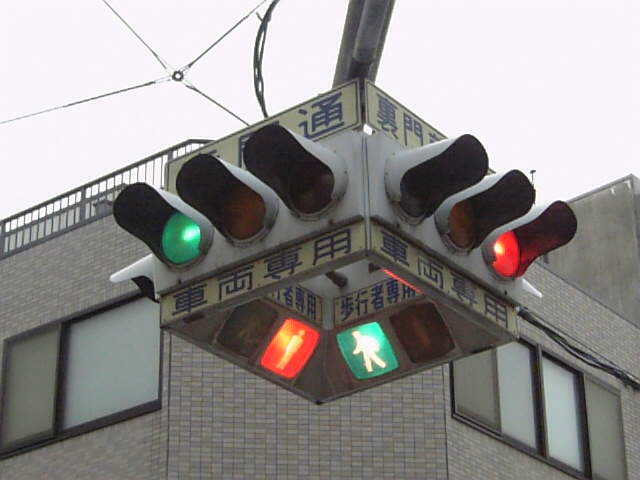
懸垂型信号機
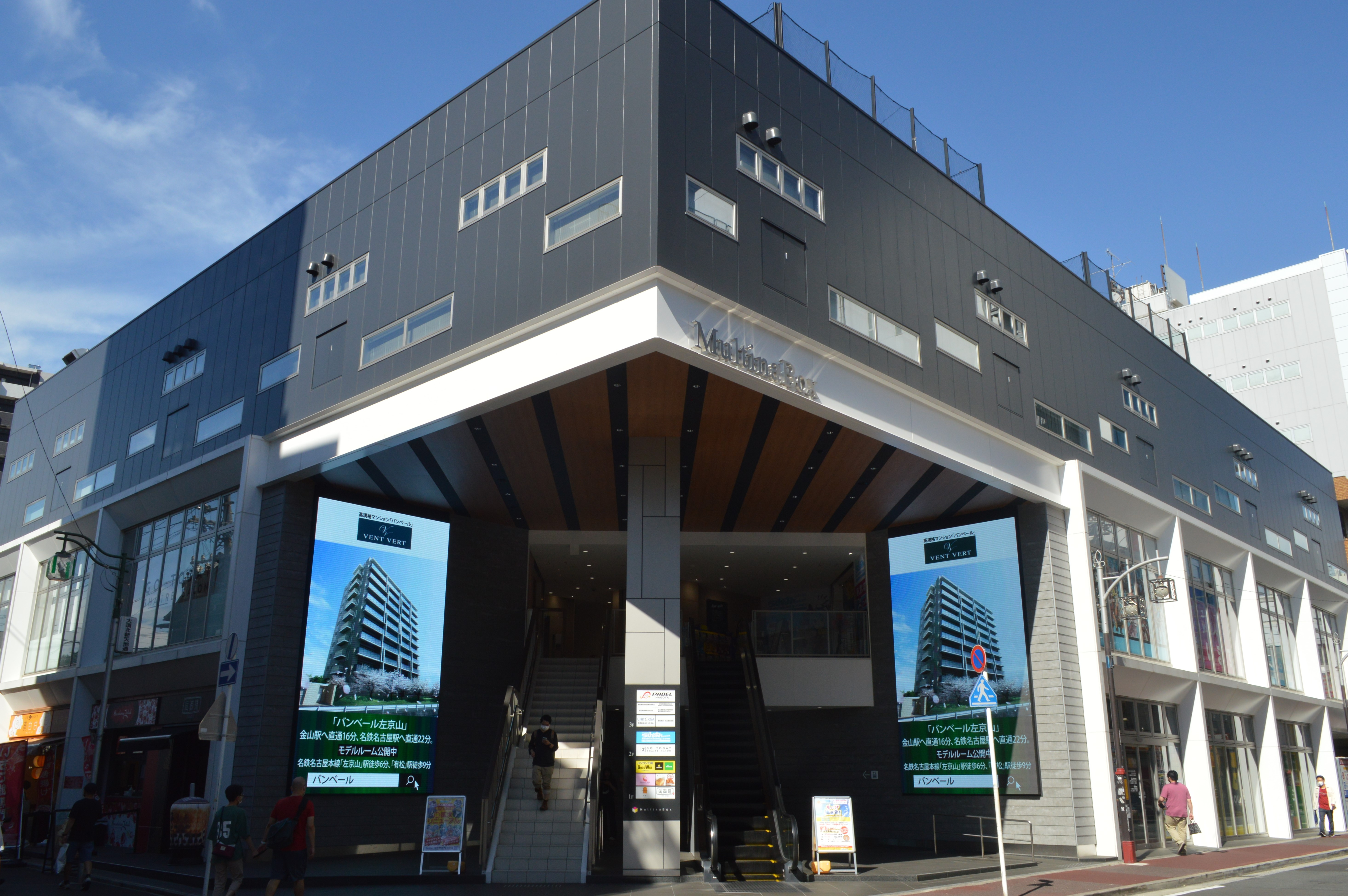
MultinaBox
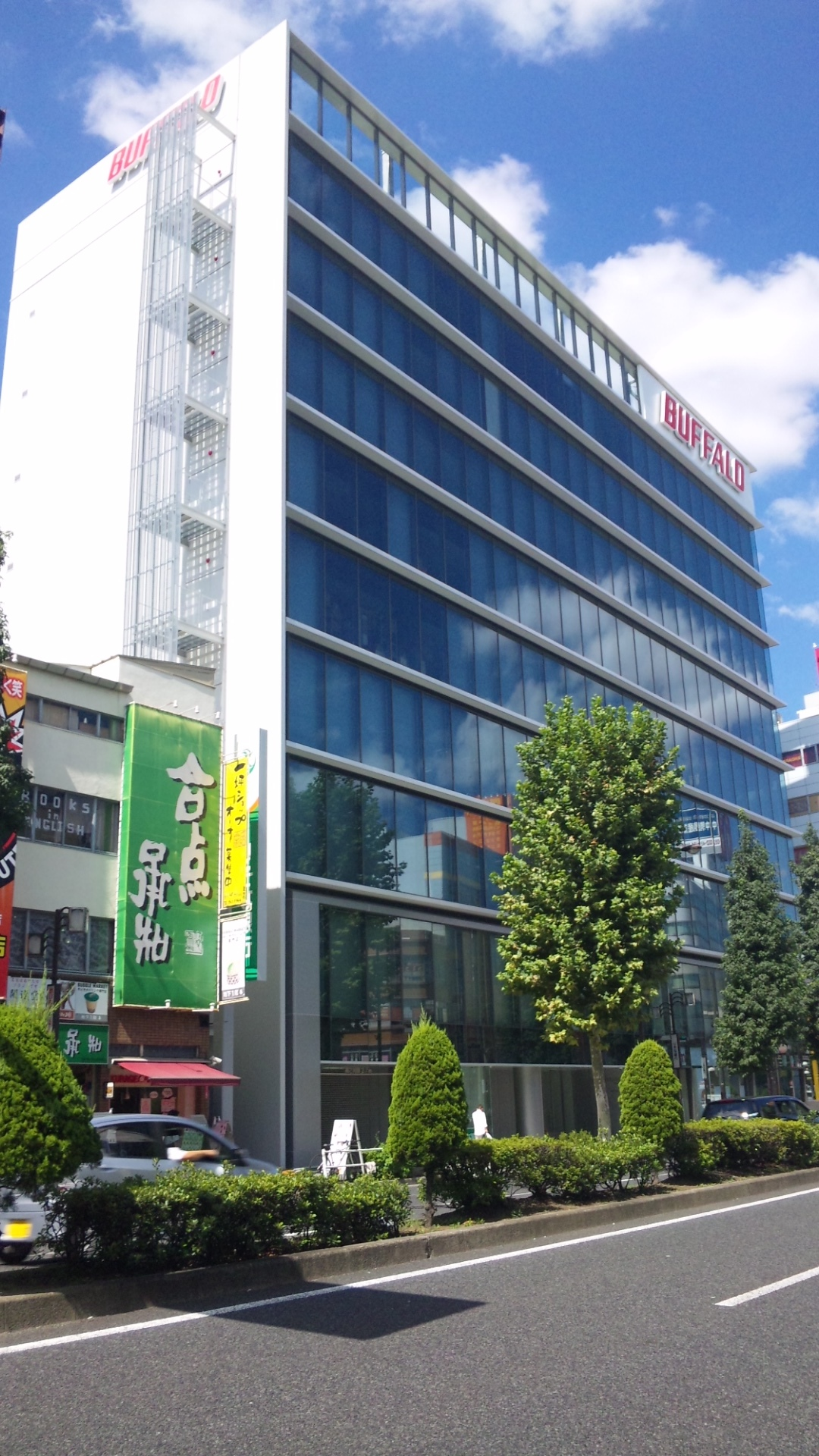
赤門通ビル